# Vírusmarketing
A vírusmarketing egy online kommunikációs forma. Segítségével viszonylag rövid reklámüzenetet juttatnak el a fogyasztókhoz, befogadókhoz.
A vírusmarketing arra törekszik, hogy egy adott termékről vagy szolgáltatásról információkat terjesszen szájról szájra, vagy megossza az információkat az interneten vagy e-mailben. Célja, hogy arra  inspirálja az egyéneket, hogy másokkal önkéntesen marketing üzenet(ek)et osszanak meg barátaiknak, családtagjaiknak vagy másoknak, és ezáltal a címzettek számát megnöveljék.

## A szó eredete
A vírusmarketing (viral marketing) kifejezést  Jeffrey F. Rayport alkotta meg, ő használta először ezt a kifejezést 1996-os „The Virus of Marketing” című cikkében.

## Jellemzői
A vírusmarketing által továbbított üzenetnek olyannak kell lennie, hogy azt a fogyasztó (olvasó) továbbításra/megosztásra alkalmasnak tartsa. Az üzentenek tehát kreatívnak kell lennie, gyakran csattanót kell tartalmaznia. A vírusmarketingre alkalmasak  általában a rövidebb, néha hosszabb terjedelmű olyan üzenetek, amik figyelemfelkeltőek, megdöbbentőek, megrázóak, de akár humorosak vagy gyomorforgatóak is lehetnek. Ahhoz, hogy sikeres legyen ez a folyamat, nem csak jól összeszerkesztett koncepcióra van szükség, hanem hiteles befogadókra is. 
A fogyasztók rendszerint olyan csomópontok (jelen esetben felhasználók, akik összekötik a különböző társadalmi csoportokat) mögött állnak, amiken keresztül könnyebben, és hatékonyabban jut el az adott üzenet egyik helyről a másikra. A felhasználókat általában közös érdek mozgatja. Motiváció és többnyire azonos viselkedési formák jellemzőek rájuk. Ha a reklámüzenet egy hiteles, közismert egyéntől származik, sokkal nagyobbá válik a kijelölt célszemélyek bizalma, ezáltal nagyobb az esélye annak is, hogy továbbításra kerül ez a kisfilm.

## Folyamata
A vírusmarketing folyamatát úgynevezett vírus marketer irányítja. Olyan eljárási forma, mely weboldalak segítségével terjeszkedik. Arra ösztönzi a portálokat, hogy továbbítsák a marketing üzeneteket, ezáltal lesz a benne lévő információ egyre népszerűbb és hatékonyabb. A vírusmarketing folyamatát a legegyszerűbben úgy lehet jellemezni, hogy egy szájról-szájra (felhasználótól-felhasználóra) terjedő reklám, amely terjedési sebességét tekintve a közösségi portálokat kiaknázva egyre erősödik. Ezek az úgynevezett vírusok könnyed továbbítási módokat kínálnak mindenki számára.